# Q'ursha
Q'ursha (in georgiano ყურშა?; anche Qursha o Kursha) è un cane leggendario della mitologia georgiana. Sebbene appaia in una serie di storie diverse, è meglio conosciuto come il fedele compagno dell'eroe culturale Amirani. Il suo nome significa "orecchio nero", un nome georgiano comune per i cani.
A parte le sue ali, Q'ursha è stato talvolta descritto con altre caratteristiche speciali: zampe colossali, "labbra d'oro e occhi grandi come setacci". Q'ursha era il soggetto della popolare canzone popolare georgiana, che risale almeno al XVIII secolo. Il poeta georgiano Davit Guramishvili, nato nel 1705, scrisse del desiderio di riascoltarlo, in una poesia che descriveva la sua giovinezza.Ci sono almeno ventisette versioni documentate della canzone.
Amirani, come eroe nazionale georgiano, è la figura mitologica più importante associata a Q'ursha.  Come figlio della dea della montagna Dalì e cacciatore mortale, era un semidio di enorme forza.  Ha viaggiato per la terra sfidando "demoni e draghi allo stesso modo", fino a quando non decide che non gli sono rimasti avversari degni e lancia una sfida a Dio stesso.  Dio lo incatena a un palo dentro una montagna per la sua sfida, e il suo fedele segugio Q'ursha è intrappolato con lui.  Q'ursha lecca costantemente le catene di Amirani, indebolendole sempre di più finché Amirani è quasi in grado di fuggire. Tuttavia, ogni anno sarebbero stati rinnovati appena prima che Q'ursha potesse liberare Amirani.
Il cacciatore Betkil era un altro uomo che si diceva fosse accompagnato da Q'ursha. A differenza di Amirani, Betkil era semplicemente un mortale. La dea Dalì lo prese come suo amante, ma quando tradì la sua fiducia andando a letto con una donna mortale, lei lo attirò in cima a una montagna per vendetta.  Rimane intrappolato lì con Q'ursha. In alcune versioni della storia, Betkil invia Q'ursha per chiedere aiuto e Q'ursha ritorna con gli abitanti del villaggio.  Gli abitanti del villaggio tirano le corde, ma la montagna diventa più alta e Bektil cade e muore.  In altre versioni della storia di Betkil, Q'ursha insiste che i Betkil affamati lo uccidano e lo mangino. Betkil uccide Q'ursha e prepara un fuoco con arco e frecce, ma alla fine non riesce a mangiare il cane.
Alcune fonti si riferiscono a Q'ursha come un compagno di Dali, ma è più comunemente associato ai cacciatori.